# 28 (nombre)
« Vingt-huit » redirige ici. Cet article concerne le nombre 28. Pour les années, voir 28, 1928 et -28.
Le nombre 28 (vingt-huit) est l'entier naturel qui suit 27 et qui précède 29.

## En mathématiques
Le nombre 28 est :
- un nombre composé. Ses diviseurs stricts sont 1, 2, 4, 7 et 14, ce qui en fait un nombre parfait et un nombre à moyenne harmonique entière ;
- un nombre deux fois brésilien avec 28 = 446 = 2213 ;
- le 7e nombre triangulaire car somme des huit premiers entiers (0 + 1 + 2 + 3 + 4 + 5 + 6 + 7 = 28) (donc le 4e nombre hexagonal et le 3e nombre ennéagonal centré). Puisque 7 est un nombre de Mersenne premier, on retrouve que 28 est un nombre parfait ;
- la somme des cinq premiers nombres premiers (2 + 3 + 5 + 7 + 11 = 28) ;
- le 3e nombre de Keith ;
- le neuvième et dernier nombre dans le premier carré magique indien[Quoi ?] d'ordre 3 ;
- le seul nombre connu pouvant être écrit à la fois comme somme des premiers entiers naturels (1 + 2 + 3 + 4 + 5 + 6 + 7), somme des premiers nombres premiers (2 + 3 + 5 + 7 + 11) et somme des premiers nombres non premiers (1 + 4 + 6 + 8 + 9).

## Dans d’autres domaines
Le nombre 28 est aussi :
- le numéro atomique du nickel,
- le numéro de la sourate Al-Qasas dans le Coran,
- le quatrième nombre magique (physique),
- le nombre de jours dans le mois sidéral (27,5),
- le nombre de jours dans le plus petit mois du calendrier grégorien, février (excepté dans les années bissextiles),
- le symbole numérique du groupuscule Blood and Honour
- le nom commun anglo-saxon (twenty-eight) de la perruche australienne Barnardius zonarius semitorquatus, dont l'appel ressemble à « oennièïte » (francisé),
- le nombre de lettres de l'alphabet arabe,
- le nombre de « loges lunaires » chinoises, équivalentes aux 12 constellations occidentales du zodiaque,
- le nombre normal de dents d'un humain, en n'incluant pas les troisièmes molaires (dents de sagesse),
- le nombre de dominos dans un jeu de dominos standard,
- le n° du département français d'Eure-et-Loir,
- le nombre d'années de mariage des noces de nickel,
- le numéro de l'autoroute française A28,
- Ligne 28 ,
- le numéro d'Akira dans le manga du même nom de Katsuhiro Otomo,
- le livre 28, sous titré : Histoires du sida en Afrique,
- le nombre de jours du cycle des ovulations chez la femme,
- le nombre de Bouddhas chez les Japonais et les Tibétains,